# Экстракорпоральное оплодотворение

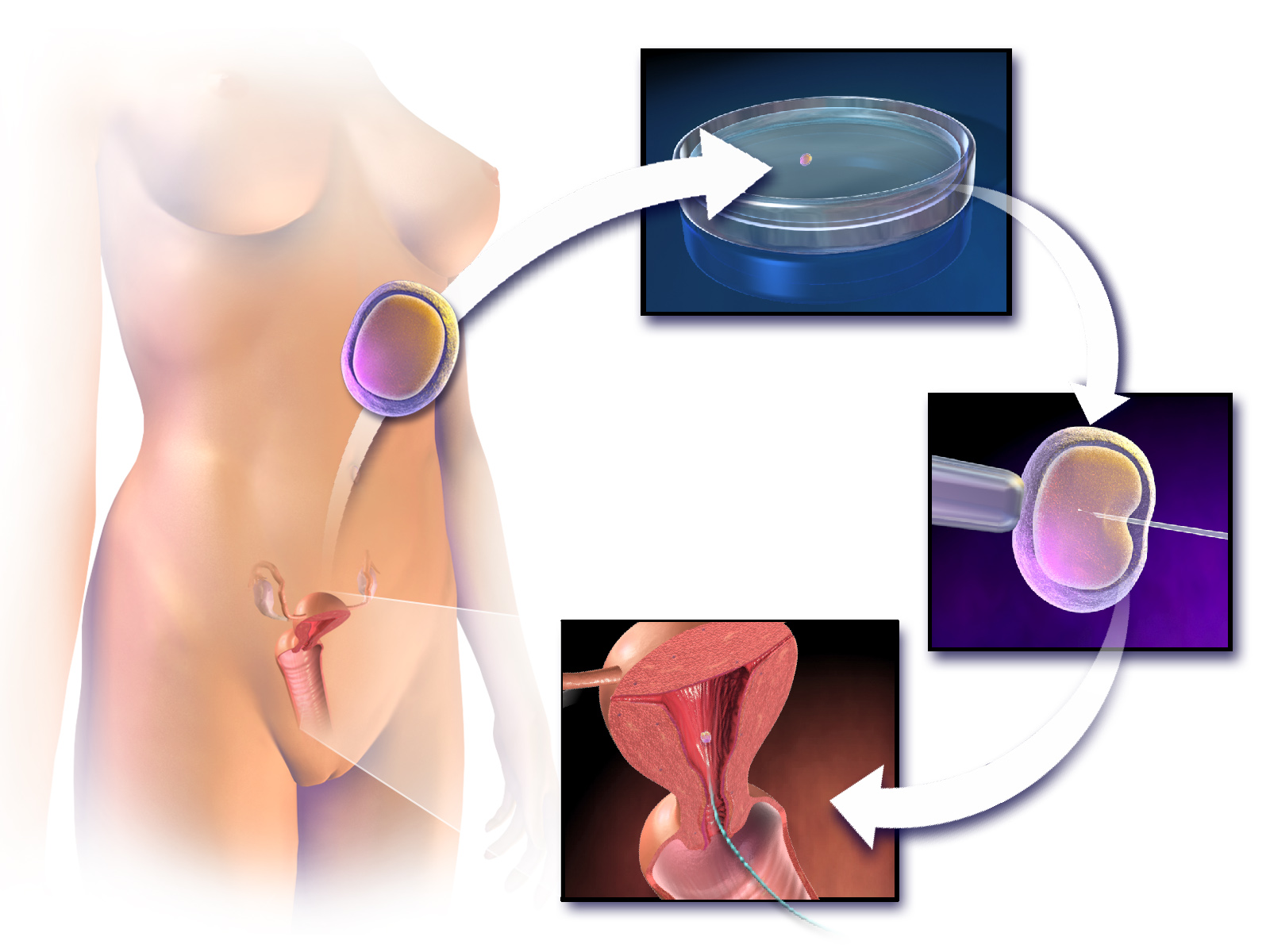
Схематическая иллюстрация ЭКО

Экстракорпоральное оплодотворение (от лат. extra — сверх, вне и лат. corpus — тело, то есть оплодотворение вне тела, сокр. ЭКО́) или Ребёнок из пробирки — вспомогательная репродуктивная технология, чаще всего используемая в случае бесплодия. Синонимы: «оплодотворение в пробирке», «оплодотворение in vitro», «искусственное оплодотворение», в английском языке обозначается аббревиатурой IVF (in vitro fertilisation).
Во время ЭКО яйцеклетку извлекают из организма женщины и оплодотворяют искусственно в условиях «in vitro» («в пробирке»), полученный эмбрион содержат в условиях инкубатора, где он развивается в течение 2—5 дней, после чего эмбрион переносят в полость матки для дальнейшего развития.

## История
- 1944 г. Джон Рокк и Мириам Менкин[англ.] (США) впервые осуществили оплодотворение яйцеклеток человека «в пробирке». Яйцеклетки получали у пациенток, которым по медицинским показаниям предстояло хирургическое удаление яичников. Ооциты извлекали непосредственно из удалённых яичников, большая часть ооцитов были незрелыми (использовали фолликулы от 3 мм и даже меньше). За 6 лет экспериментов было извлечено около 800 яйцеклеток, 138 из них инкубировали со сперматозоидами, но лишь 3 ооцита якобы оплодотворились in vitro (разделились на 2 или 3 клетки)[1][2]. Учитывая очень низкую эффективность оплодотворения, отсутствие пронуклеусов в «зиготах» и несовершенные методы работы с ооцитами, вполне возможно, что Рокк и Менкин ошибочно приняли патологическое разделение ооцитов за успешное оплодотворение.
- 1951 г. M.C. Chang[англ.] (США) начинает разработку сред и условий для культивирования гамет и эмбрионов in vitro.
- 1954 г. Г. Н. Петров (СССР) подробно описал все стадии оплодотворения и дробления женской яйцеклетки[3][4].
- 1966 г. Роберт Д. Эдвардс (Великобритания) установил, что созревание женских яйцеклеток in vitro происходит в течение 36—37 ч. после пика ЛГ (Нобелевская премия 2010 г.).
- 1973 г. Карл Вуд возглавлял группу по ЭКО при университете Монаш, которая получила первую в мире «биохимическую беременность» у человека в 1973 г. посредством искусственного оплодотворения. Оплодотворённая яйцеклетка была введена в матку, через несколько дней в крови пациентки увеличилась концентрация хорионического гонадотропина, свидетельствующая о начале беременности, но дальнейшие признаки беременности не проявились[5][6]. Позже в 1983 г. эта же группа сообщила о получении первой в мире беременности после введения в матку замороженного/размороженного эмбриона человека, но данная беременность так же не привела к рождению младенца (произошел выкидыш вследствие инфицирования плаценты)[7].

Впервые экстракорпоральное оплодотворение было успешно применено в Великобритании в 1977 году, в результате чего в 1978 году родилась Луиза Джой Браун — первый человек, «зачатый в пробирке». Первый ребёнок (девочка), зачатый с помощью ЭКО в Советском Союзе, был рождён в феврале 1986 года. Процедура была выполнена в Москве, в Центре охраны здоровья матери и ребёнка (ныне Национальный медицинский исследовательский центр акушерства, гинекологии и перинатологии имени академика В. И. Кулакова). В том же 1986 году в Ленинграде родился мальчик Кирилл. Данным событиям предшествовали серьёзные исследования, которые начинают целенаправленно проводиться в Советском Союзе с 1965 года. В это время создаётся группа раннего эмбриогенеза, которая в 1973 году переросла в лабораторию экспериментальной эмбриологии (руководитель — проф. Б. Леонов). По данным на 1994 год, в этой лаборатории родилось более 1,5 тыс. детей.

## Количество детей, рождённых после ЭКО
В 1990 году на нашей планете насчитывалось свыше 20 тыс. детей, зачатых в пробирке. В 2010 году — около 4 млн. В 2018 году, выступая с докладом на Международном конгрессе ESHRE, Дэвид Адамсон — один из организаторов Международного комитета по мониторингу вспомогательных репродуктивных технологий (ICMART) — сообщил, что по состоянию на 2014 год в мире насчитывалось более 7 миллионов людей, рождённых с помощью ЭКО.
Российская ассоциация репродукции человека (РАРЧ) ведёт Регистр вспомогательных репродуктивных технологий
 — собирает сведения о проведённых в России процедурах ЭКО. Согласно этому Регистру, в России с 1995 по 2017 год было рождено 225 354 ребёнка после процедуры ЭКО. Но около 3 % пациентов не предоставляют информацию о рождении детей, поэтому данные в Регистре немного занижены.

## Показания и противопоказания
Показанием к проведению процедуры ЭКО являются различные формы мужского и женского бесплодия. Согласно приказу N107н от 30.08.2012 Минздрава РФ, показанием к ЭКО является «бесплодие, не поддающееся терапии, или вероятность преодоления которого с помощью ЭКО выше, чем другими методами. При отсутствии противопоказаний ЭКО может проводиться по желанию супружеской пары (женщины, не состоящей в браке) при любой форме бесплодия».
Противопоказаниями для проведения ЭКО являются состояния женщины, при которых беременность и роды угрожают здоровью матери или ребёнка, а именно:
- соматические и психические заболевания, являющиеся противопоказаниями для вынашивания беременности и родов;
- врождённые пороки развития или приобретённые деформации полости матки, при которых невозможна имплантация эмбрионов или вынашивание беременности;
- опухоли яичников;
- доброкачественные опухоли матки, требующие оперативного лечения;
- острые воспалительные заболевания любой локализации;
- злокачественные новообразования любой локализации, в том числе в анамнезе.

Противопоказания для проведения ЭКО со стороны мужчины отсутствуют.

## Технология экстракорпорального оплодотворения
Технологию ЭКО осуществляют в специализированных медицинских учреждениях в условиях амбулаторного лечения. Для проведения процедуры экстракорпорального оплодотворения необходимо получить яйцеклетки, получить сперматозоиды, провести оплодотворение in vitro, вырастить эмбрион, ввести эмбрион в полость матки женщины.

### Получение яйцеклеток
Как правило, для экстракорпорального оплодотворения стараются получить несколько яйцеклеток, так как это повышает эффективность лечения бесплодия этим методом. Поскольку в норме у женщины в течение одного менструального цикла созревает одна яйцеклетка, то для получения нескольких яйцеклеток проводят так называемую процедуру «стимуляции суперовуляции». Для этого пациентке назначают инъекции гормональных препаратов.
Для стимуляции используют инъекции препаратов фолликулостимулирующего гормона (ФСГ), лютеинизирующего гормона (ЛГ), хорионического гонадотропина (ХГ) в сочетании с агонистами или антагонистами гонадотропин-рилизинг гормона (ГнРГ). Режим введения определённых препаратов-индукторов суперовуляции называют «схемой стимуляции» или «протоколом». Существует несколько схем стимуляции суперовуляции, но окончательное количество, виды и длительность введения препаратов подбирают индивидуально для каждой женщины, в зависимости от её возраста, причины бесплодия и фолликулярного (яичникового) резерва. Стимуляция суперовуляции может занимать от 7 до 20 дней и представляет собой инъекции или приём таблетированных препаратов.
Созревание яйцеклеток непосредственно не может быть определено неинвазивными методами. Поэтому о созревании яйцеклеток судят косвенно по росту фолликулов яичника. Рост фолликулов наблюдают с помощью аппаратов ультразвукового исследования. При достижении доминантным фолликулом определённого размера (16-20 мм) назначают процедуру извлечения яйцеклеток — пункцию фолликулов яичника. Пункцию фолликулов проводят под общей (чаще) или местной (реже) анестезией, иглу проводят трансвагинально, ход иглы контролируют аппаратом УЗИ. Целью пункции является аспирация (отсасывание) содержимого фолликула (фолликулярной жидкости). Полученную жидкость исследуют с помощью микроскопа для обнаружения ооцитов (яйцеклеток).
Полученные ооциты отмывают от фолликулярной жидкости и переносят в чашки Петри, содержащие культуральную среду, которые помещают в инкубаторы до момента добавления подготовленных сперматозоидов.
Обычно использование гормональных препаратов и проведение пункции фолликулов не вызывает негативных реакций у пациентки, но иногда могут возникнуть осложнения. Осложнением стимуляции суперовуляции является синдром гиперстимуляции яичников (СГЯ), который может развиться во время и спустя несколько дней после окончания стимуляции в результате созревания большого количества фолликулов. Пункция фолликулов может осложниться наружным или внутренним кровотечением.
При невозможности получить яйцеклетки у пациентки (отсутствие яичников, менопауза и пр.) возможно использование донорских яйцеклеток (то есть яйцеклеток другой женщины). В качестве донора яйцеклеток может выступать бескорыстный донор (родственница, знакомая) или платный донор. Условия работы с донором яйцеклеток регламентирует приказ № 107н Минздрава РФ от 2012 года.

### Получение спермы
Сперму пациент получает самостоятельно с помощью мастурбации. Возможно использование прерванного коитуса либо медицинского презерватива без смазки. В случае невозможности получения спермы путём эякуляции используют хирургические методы: аспирация содержимого эпидидимиса, биопсия яичка и прочее. Сперму получают в день пункции фолликулов супруги. Если получение спермы в день пункции невозможно, то используют предварительное получение спермы с последующим замораживанием и хранением в жидком азоте (см. Банк спермы). Перед оплодотворением яйцеклетки сперматозоиды отмывают от семенной жидкости и с помощью специальных методов выделяют наиболее качественные из них.
При невозможности использования спермы мужа или при отсутствии у пациентки полового партнёра возможно использование спермы донора. Использование спермы донора производится при обязательном письменном согласии супруга и регламентируется приказом № 107н Минздрава РФ. Согласно этому приказу сперма донора используется после 6-месячного карантина, то есть через 6 месяцев хранения в замороженном состоянии и повторного обследования донора, подтверждающего отсутствие инфекционных заболеваний.

### Оплодотворениеin vitro

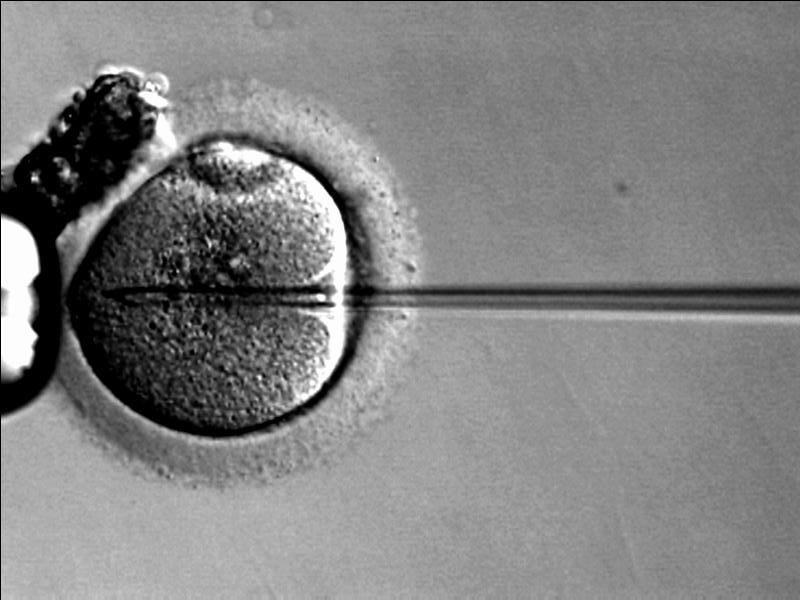
Интрацитоплазматическая инъекция сперматозоидов

Непосредственно ЭКО проводится врачами-эмбриологами в условиях эмбриологической лаборатории. Собственно оплодотворение проводят одним из двух способов:
1. инсеминация in vitro;
2. интрацитоплазматическая инъекция сперматозоидов (ICSI, ИКСИ).

При первом, более простом способе к яйцеклеткам, которые находятся в питательной среде, добавляют суспензию сперматозоидов. Сперматозоиды добавляют из расчёта 100—200 тыс. на одну яйцеклетку. В течение 2—3 часов один из сперматозоидов проникает в яйцеклетку и тем самым оплодотворяет её. При втором способе (ИКСИ) сперматозоид вводят в яйцеклетку «вручную» с помощью микрохирургических инструментов. ИКСИ используют при очень плохом качестве спермы, когда оплодотворение не может быть получено даже в чашке.
После проникновения сперматозоида яйцеклетка считается эмбрионом. Вероятность успешного оплодотворения 60—70 % (см. Пронуклеусы). Эмбрионы содержат в искусственных условиях от 2 до 6 дней. Для этого используют так называемые СО2-инкубаторы — шкафы, в которых поддерживается температура 37 °C и содержание СО2 в атмосфере 5—6 %. Эмбрионы (а до этого яйцеклетки) в инкубаторах непосредственно содержат в пластиковых чашках (чашки Петри, чашки Нунка, планшеты и пр.) с культуральной средой. В культуральную среду для эмбрионов входят основные физиологические ионы (Na+, K+, Ca2+, Mg2+, Cl-, CO32- и т. д.), энергетические субстраты (глюкоза, пируват, лактат), аминокислоты, часто витамины и белки сыворотки крови. За время инкубации эмбрион человека практически не увеличивается в размере (первые 4 дня его размер 0,1 мм, на 5 день 0,15—0,2 мм), но количество клеток, его составляющих, возрастает многократно (1-й день — 1 клетка; 2-й день — 4 клетки; 3-й день — 8 клеток; 4-й день — от 10 до 20 клеток, 5-й день — от 40 до 200 клеток).

### Перенос эмбриона в матку
Перенос эмбриона в матку осуществляют через 2—5 дней после оплодотворения яйцеклетки. Процедура не требует анестезии (обезболивания) и выполняется на гинекологическом кресле в течение нескольких минут. Эмбрион переносят в матку, проводя через шейку матки специальный эластичный катетер. Согласно приказу N 67 Минздрава РФ от 2003 г., в полость матки не рекомендуется переносить более 4 эмбрионов, чтобы избежать многоплодной беременности. Современная практика ЭКО в России такова, что обычно осуществляют перенос 1 эмбриона.
При невозможности вынашивания плода пациентка может прибегнуть к использованию суррогатной матери.

### Дополнительные мероприятия при культивировании эмбрионов
В течение культивирования эмбрионов возможно осуществление дополнительных лабораторных мероприятий.
Криоконсервация эмбрионов — жизнеспособные эмбрионы замораживают и хранят при температуре жидкого азота. В дальнейшем эмбрионы могут быть разморожены и осуществлён повторный перенос в матку для достижения беременности.
Преимплантационная генетическая диагностика (ПГД) — исследование наличия некоторых хромосомных или некоторых генетических патологий у эмбриона до имплантации. Также этим методом возможно определить пол эмбриона. В России, как и в ряде других стран, при использовании ЭКО выбор пола будущего ребёнка запрещён, за исключением случаев возможности наследования заболеваний, связанных с полом (Федеральный закон № 323-ФЗ от 21.11.2011 «Об основах охраны здоровья граждан в Российской Федерации», глава 6, § 55, п.4).

## Эффективность лечения методом ЭКО
Эффективность лечения бесплодия методом ЭКО невысока: приблизительно одна из трёх пациенток становится беременной после процедуры ЭКО, приблизительно одна из четырёх пациенток завершает лечение рождением ребёнка. Согласно статистике Европейского общества репродуктивной медицины и эмбриологии, за 2010 год 33,2 % пациенток, которым осуществили перенос эмбрионов в матку после процедуры ЭКО, достигли клинической беременности. Согласно опубликованным в 2023 году данным Российской ассоциации репродукции человека (РАРЧ), в 2021 году 34,5 % пациенток забеременели после проведения процедуры ЭКО, 25,8 % женщин, прошедших процедуру ЭКО, родили ребёнка.
Ведение беременности и роды после ЭКО в целом не отличаются от обычных. Повышенная вероятность осложнений в течение беременности и родов связана не с искусственным оплодотворением как таковым, а с тем, что среди пациенток гораздо выше доля тех (по сравнению со средне-здоровыми), кто уже имеет патологии детородной системы, и поэтому прибегает к ЭКО. Также влияют факторы увеличенного среднего возраста рожениц и более частого многоплодия среди пациентов ЭКО.

## Религия и ЭКО
ЭКО встречает противодействие и возражения большей частью со стороны различных религий, причём часто даже при использовании генетического материала лишь родителей, состоящих в брачном союзе. 

### Православная церковь об ЭКО
В своём официальном документе «Основы социальной концепции» (2000) Русская православная церковь рассматривает различные проблемы биоэтики, к которым относятся и вопросы преодоления бесплодия. К нравственно допустимым методам преодоления бесплодия отнесено «искусственное оплодотворение половыми клетками мужа, поскольку оно не нарушает целостности брачного союза, не отличается принципиальным образом от естественного зачатия и происходит в контексте супружеских отношений».
Церковь даёт неодобрительную оценку тем вариантам экстракорпорального оплодотворения, при которых используются донорская сперма, донорские яйцеклетки или суррогатная мать:

Использование донорского материала подрывает основы семейных взаимосвязей, поскольку предполагает наличие у ребёнка, помимо «социальных», ещё и так называемых биологических родителей. «Суррогатное материнство», то есть вынашивание оплодотворённой яйцеклетки женщиной, которая после родов возвращает ребёнка «заказчикам», противоестественно и морально недопустимо…
— 
Также Церковь выступает против тех вариантов ЭКО, при которых может быть получено заведомо большее количество эмбрионов, чем это необходимо для переноса в матку: «Нравственно недопустимыми с православной точки зрения являются также все разновидности экстракорпорального (внетелесного) оплодотворения, предполагающие заготовление, консервацию и намеренное разрушение „избыточных“ эмбрионов. Именно на признании человеческого достоинства даже за эмбрионом основана моральная оценка аборта, осуждаемого Церковью».
Также Церковь обращает внимание на то, что «Употребление репродуктивных методов вне контекста благословенной Богом семьи становится формой богоборчества, осуществляемого под прикрытием защиты автономии человека и превратно понимаемой свободы личности».
Основной целью вмешательства должны быть интересы будущего ребёнка, а не лечение супружеского бесплодия.

### Католическая церковь об ЭКО
Католическая церковь считает метод ЭКО неестественным и аморальным, и потому полностью отвергает его во всех его аспектах. Католическая церковь учит, что «искусственное оплодотворение противоречит единству брачного союза, достоинству супругов, родительскому призванию и праву ребёнка быть зачатым и произведённым на свет в браке и в результате этого брака».
Католическая церковь заявляет, что «данная практика открывает человечеству путь в такую пропасть, как эктогенез, пересадка человеческих эмбрионов животным, клонирование, эмбриональная биопсия, замена эмбрионального ядра ядром, взятым у взрослого человека, не говоря уже о так называемой „профилактической медицине“».
Католическая церковь приводит следующие аргументы против метода ЭКО.

#### Разобщение зачатия
Католическая церковь считает, что метод ЭКО нарушает естественный процесс единства полового акта, служащего для рождения новой жизни. Происходит следующее разобщение единства зачатия: получение спермы и подмена полового акта техническим действием:
- сперма «добывается» актом мастурбации, которая является нарушением естественного закона;
- происходит разделение полового акта и акта зачатия. Католическая церковь говорит, что существует «нерушимая связь, которую человек не может разорвать по собственной инициативе, между объединяющим смыслом и смыслом продолжения рода, в равной степени присущей супружеству»[24]. ЭКО нарушает целостность зачатия в его значении.

Это разобщение приводит к тому, что ребёнок больше не является даром, а становится вещью, добытой техническим способом. Это приводит к дальнейшей эволюции: «Ребёнок больше не получается естественным образом, но „изготавливается на заказ“ в мельчайших деталях». Таким образом, метод ЭКО сопровождается тем, что называют обычной евгеникой".

#### Нарушение родственных связей
1) Право ребёнка:
Репродуктивные технологии разрушают родственные связи и естественное развитие личности ребёнка: «Мы видим, что такое зачатие служит лишь удовлетворению желаний взрослых, отодвигая право ребёнка на второй план».
- При методе ЭКО ребёнок становится не личностью, а предметом «дорогостоящего» контракта: «Истории о продаже детей стары как мир»[25]. Желание родителей иметь ребёнка методом ЭКО приводит к тому, что их ребёнок становится предметом купли-продажи;
- Ребёнок появляется на свет при вмешательстве иных лиц, которые не являются его родителями (суррогатная мать и медицинский работник). Ребёнок имеет «право быть зачатым и произведённым на свет в браке и в результате брака. Оно (искусственное зачатие) нарушает права ребёнка; лишает его сыновних и дочерних отношений с родителями»[25].

2) Право суррогатной матери:
- Католическая церковь учитывает право суррогатной матери, которая вынашивает ребёнка: «Долговременная установившаяся связь между этой женщиной и ребёнком в её чреве грубо нарушается»[25].
- Суррогатная мать из человеческой личности превращается в инструмент: «часть её тела продаётся, а сама она лишается права посвятить себя младенцу. Разве право выносить и родить ребёнка не влечёт за собой обязанность вырастить и воспитать его?»[25].

#### Проблема эмбрионов
Католическая церковь поднимает вопрос о статусе (или природе) человеческих эмбрионов, которых она считает изначально человеком. Католическая церковь говорит, что «эмбрион изначально является человеком и относиться к нему следует так, „как если бы он был личностью“, с вытекающими из этого правами и достоинством человека. Эмбрион уже является человеком, а не становится им: с момента слияния гамет и вплоть до появления на свет (и далее) он представляет собой одно и то же человеческое существо, автономно и непрерывно развивающееся».
- При методе ЭКО имплантируется несколько эмбрионов. Если некоторые из них приживаются, то родители или медицинские специалисты могут решить, какое количество из них оставить. Эта операция «подразумевает евгенику и представляет собой совершение абортов»[28].
- «Замороженные эмбрионы» могут быть:

1. использованы впоследствии той же супружеской парой;
2. отданы другой супружеской паре;
3. эмбрион может быть подарен или продан: «после отмены рабства дарить или продавать людей запрещено, следовательно дарение или продажа эмбрионов противоречит их достоинству»[29].
4. использованы для научных, косметических, медицинских целей или генетических манипуляций: «использование эмбрионов в коммерческих целях абсолютно противоречит их достоинству»[29], «использование эмбрионов в научных исследованиях или экспериментах, призванных удовлетворить нужды общества, несовместимо с представлением о человеческом достоинстве»[30]
5. уничтожены: «любое уничтожение эмбриона является абортом»[29].

Католическая церковь предлагает сделать выбор между двумя видами отношения к проблеме ЭКО:
«Безусловно технический прогресс достоин самого активного поощрения. Однако он не должен достигаться любой ценой. Опасность, которая проявляется всё в большей и большей степени, как раз и заключается в допустимости мысли о том, что человек уже сделался демиургом и может занять место, которое стало вакантным вследствие секуляризации, отринувшей всё трансцендентное».

### Иудаизм об ЭКО
Иудаизм учитывает в вопросе об ЭКО следующие факторы.
За:
1. Необходимость выполнить заповедь «плодись и размножайся».
2. Обязанность оказывать добро людям, в частности, облегчать страдания бесплодных пар.
3. Спасение семьи, цельности которой угрожает бесплодие.

Против:
1. Сомнение в установлении отцовства ребёнка, родившегося в результате технической процедуры.
2. Сомнение в материнстве, если применяется чужая яйцеклетка.
3. Сомнение в доверии к медицинскому персоналу, могущему подменить или перепутать семя.
4. Оплодотворение донорской спермой может оказаться эквивалентным супружеской измене, если мать замужем. Если она не состоит в браке, роды приводят к проблеме разрушения понятия традиционной семьи.
5. Ребёнок, родившийся от супружеской измены с партнёром-евреем, относится к категории мамзер, появление такого ребёнка, ограниченного в правах на брак, нежелательно.

Соответственно, следует разделять случаи:
1. ЭКО из материалов супружеской пары и внутри её.
2. ЭКО с применением донорской спермы. В этом случае имеет значение, замужем ли мать.
3. ЭКО с чужой оплодотворённой яйцеклеткой

Во всех случаях по всем вопросам не существует твёрдо установившейся легальной практики. Некоторые авторитеты всецело запрещают ЭКО. Другие разрешают для пар, не могущих обычным способом выполнить заповедь. Существует согласие, что если и разрешить применение донорской спермы, то только от нееврея. И некоторые видные авторитеты дали согласие на это. В случае использования чужой оплодотворённой яйцеклетки большинство считает матерью ту, кто родила, а не донора яйцеклетки. Особенно непонятная ситуация возникает, когда донор яйцеклетки не еврейка, а рожает еврейка или наоборот. Некоторые запрещают, другие говорят, что материнство устанавливается по родам, а еврейство по донору яйцеклетки.

### Буддизм об ЭКО
Среди буддийских школ взгляды на экстракорпоральное оплодотворение расходятся. Так, буддисты традиционной сангхи СНГ негативно относятся к данной технологии, поскольку считают, что такой способ забеременеть противоречит естественному процессу рождения человека. В то же время представители школы Карма Кагью приветствуют достижения медицины, подчёркивая, что они позволяют женщинам стать матерями. При этом, однако, обращается внимание, что «нельзя бездумно относиться к гибели оплодотворённых эмбрионов и нужно всеми средствами стремиться, чтобы все они выживали».

## Скандалы
В начале 1980-х годов американский врач Дональд Клайн тайно использовал собственную сперму для искусственного оплодотворения десятков женщин, что привело к тому, что он стал биологическим отцом по крайней мере 96 человек. Большая часть детей, чьим биологическим отцом он является, унаследовала от него аутоиммунные заболевания. Заболевания Клайна исключали возможность стать ему донором спермы.